# 빅 마마 손튼
빅 마마 손튼(Big Mama Thornton, 1926년 12월 11일 ~ 1984년 7월 25일)은 미국의 리듬 앤 블루스 가수이다. 그녀는 1952년에 제리 리버와 마이크 스톨러의 〈Hound Dog〉를 최초로 녹음했는데, 이 곡은 1953년 빌보드 R&B 차트에서 7주간 1위를 했으며 거의 200만장을 팔았다. 손튼의 다른 음반들에는 그녀가 작곡한 〈Ball 'n' Chain〉의 원본이 포함되어 있었다.